# Nini Theilade
Nini Theilade (født 15. juni 1915 i Poerwokerto, Centraljava, Indonesien, død 13. februar 2018 i Hesselager, Svendborg Kommune) var en solodanserinde, koreograf og balletpædagog. Hun var datter af translatør Hans Theilade og Joanna Catarina.

## Opvækst og karriere
Moderen var af blandet indisk, tysk, fransk og polsk oprindelse og angiveligt oldebarn af "maharajaen af Java" (muligvis sultanen af Yogyakarta). Hun underviste europæiske børn på basis af en rytmikpædagogisk uddannelse fra Jacques Dalcrozes institut i Schweiz.
I 1926 kom familien til Danmark, og Nini blev indskrevet på Asta Mollerups balletskole. Hun blev afvist ved optagelsesprøven til Det Kongelige Teaters Balletskole på grund af for svage ankler. Hun blev i stedet elev hos svenske Carina Ari og senere i Paris hos den navnkundige Madame Egorova, som trænede de store stjerner fra Parisoperaen og fra Ballets Russes.
Nini Theilade fik beundrere verden over; en af dem var Piet Hein, der gjorde hende sin opvartning fra hun var 16 år – uden held.
I 1969 flyttede hun og hendes anden ægtemand, Arne Buchter Larsen, til Thurø, og her oprettede hun et balletakademi: Thurø Balletakademi. Sognerådet ved sognerådsformand Mads Madsen støttede akademiet, men på grund af svingede økonomisk støtte til skolen på Thurø tog hun 1978 imod en invitation om at oprette en treårig uddannelse i Lyon under navnet Academie de Ballet Nini Theilade.
Efter sin mands død vendte Nini Theilade atter tilbage til Fyn i 1990.
Nini Theilade var indtil et uheldigt fald i 2013 aktiv som underviser, hvor hun var tilknyttet Idrætsskolerne i Oure. Hun har tillige i mange år undervist på skuespillerskolen i Odense.
I løbet af 2005 fortalte Nini Theilade sine erindringer til Lone Kühlmann, og disse blev udgivet den 10. maj 2006 under titlen "Dansen var det hele værd". I 2009 udkom dokumentarfilmen "Nini" af filminstruktør Lone Falster på DVD. Filmen kan ses på "Filmstriben.dk".